# 光环芋螺
光环芋螺（学名：Conus radiatus），是新腹足目芋螺科芋螺属的一种。主要分布于印度尼西亚、台湾，常栖息在沿岸。